# Achurum
Achurum es un género de saltamontes perteneciente a la subfamilia Gomphocerinae de la familia Acrididae, y está asignado a la tribu Mermiriini. Este género se distribuye en Estados Unidos, México y Panamá.

## Especies

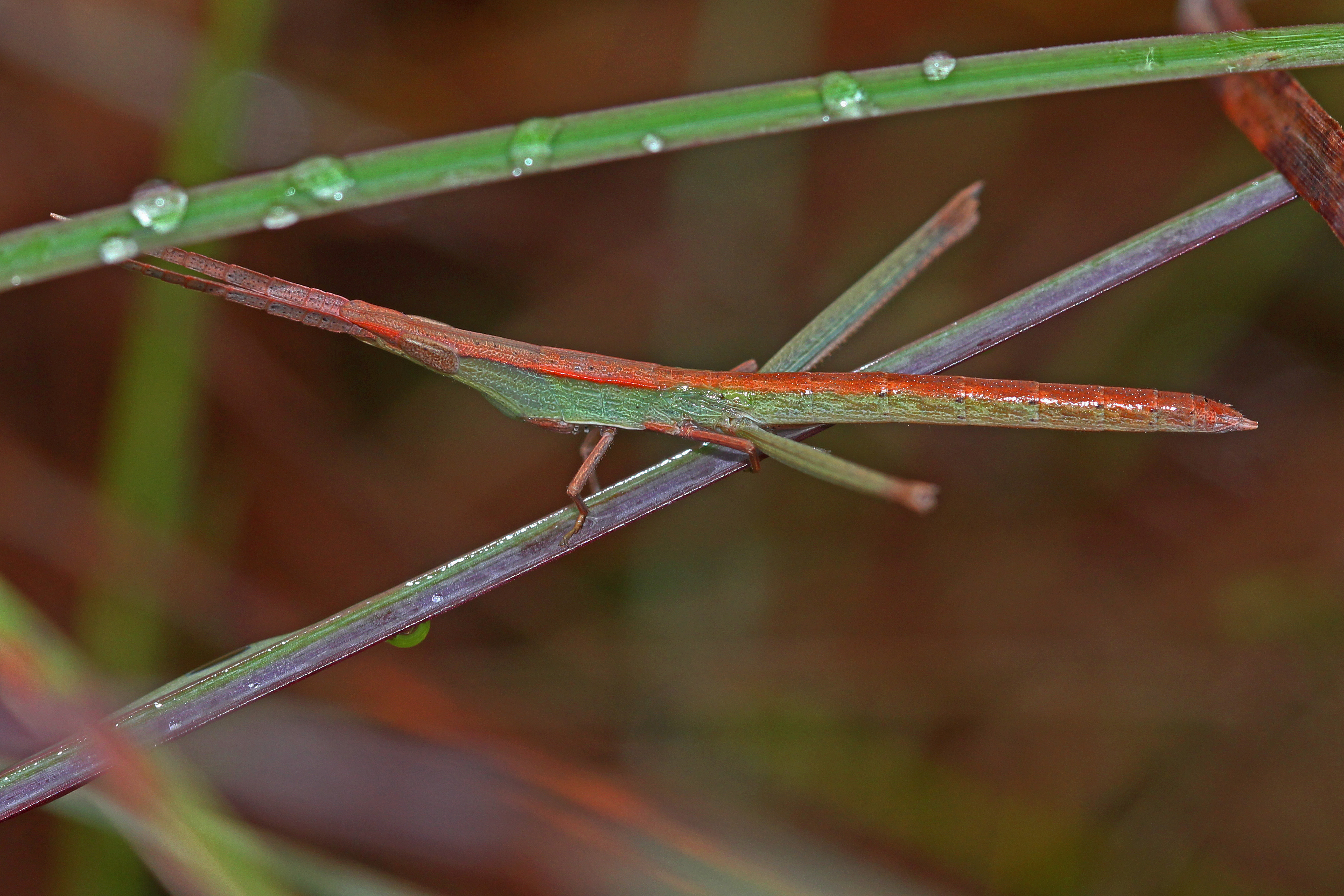
Achurum carinatum

Las siguientes especies pertenecen al género Achurum:
- Achurum carinatum (Walker, 1870)
- Achurum minimipenne Caudell, 1904
- Achurum sumichrasti (Saussure, 1861)